# Phyllosticta rosae
Phyllosticta rosae är en svampart som beskrevs av Desm. 1859. Phyllosticta rosae ingår i släktet Phyllosticta och familjen Botryosphaeriaceae.   Inga underarter finns listade i Catalogue of Life.